# 제천기적의도서관
제천기적의도서관은 대한민국 충청북도 제천시 고암동에 있는 어린이도서관이다. 2003년 12월 15일에 개관하였다.
2003년 4월 25일에 문화방송 느낌표에서 어린이 대상의 기적의 도서관 시행 지역으로 선정되어, 같은 해 12월 15일에 개관하였다. 총 공사비는 약 10억원이 투입되었다. 현재 책읽는사회만들기국민운동에서 운영하고 있다.
점자도서를 포함하여 장서 약 88,000권을 소장하고 있으며, KDC분류표로 도서를 분류한다. 도서 대출 외에 연령별 독서프로그램 및 문화 행사, 북스타트 운동을 진행하고 있다.